# Денниця (Шуменська область)
Де́нниця (болг. Денница) — село в Шуменській області Болгарії. Входить до складу общини Венець.

## Населення
За даними перепису населення 2011 року у селі проживали 125 осіб, усі — турки.
Розподіл населення за віком у 2011 році:
Динаміка населення: